# (7140) Osaki
(7140) Osaki est un astéroïde de la ceinture principale.

## Description
(7140) Osaki est un astéroïde de la ceinture principale. Il fut découvert le 4 mars 1994 à Oizumi par Takao Kobayashi. Il présente une orbite caractérisée par un demi-grand axe de 2,27 UA, une excentricité de 0,22 et une inclinaison de 4,6° par rapport à l'écliptique.

## Compléments